# 舞台监听系统

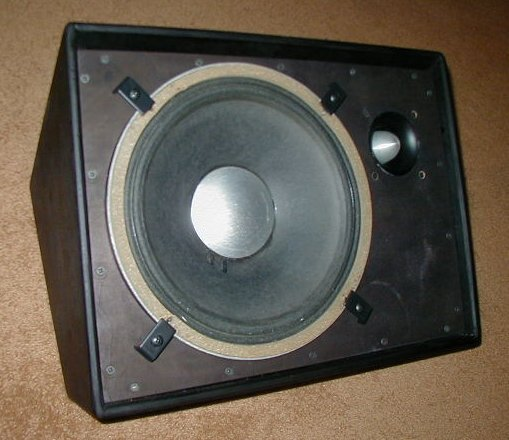
一个地返装置

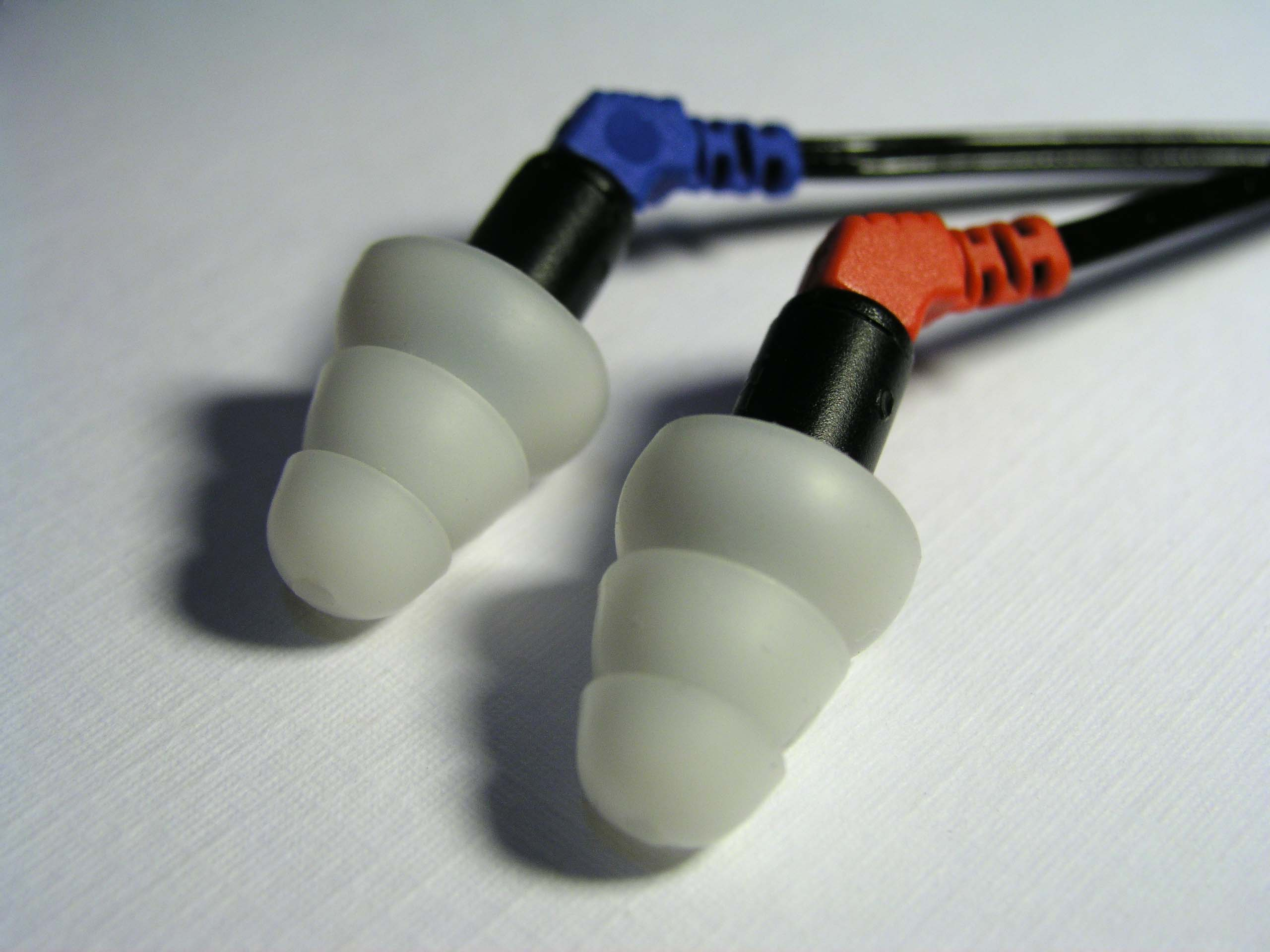
一个耳返装置

舞台监听系统，亦称舞台返送系统，用于帮助舞台环境的演出者听到自己的声音。在原音樂和人声被扬声器放大的舞台环境中，返送系统十分必要。舞台监听系统可以简单区分为使用放置在舞台上的扬声器（地返）和演出者携带的无线耳机（耳返）两种。当返送监听装置不足，表演者将难以跟上节拍。但在音乐厅环境下，不存在扩音器，同时场地声学结构经过特殊设计，不会干扰表演者的听觉，此时返送装置并不是必要的。